# Ekspozytura Nr 1 Oddziału II Sztabu Generalnego WP
Ekspozytura Nr 1 Oddziału II Sztabu Generalnego – ekspozytura Oddziału II Sztabu Generalnego Wojska Polskiego, prowadząca wywiad ofensywny przeciw ZSRR, Litwie i Łotwie.
Jej siedziba mieściła się w Wilnie.
W 1933 ekspozyturę podporządkowano szefowi Wywiadu KOP. (Oddziałowi II podlegała nadal w sensie etatowym i budżetowym).

## Podporządkowane placówki
Szefowi Ekspozytury pod względem fachowym podlegały:
- placówka wywiadowcza KOP nr 1 w Suwałkach, później w Grodnie
- placówka wywiadowcza KOP nr 2 w Wilnie
- placówka wywiadowcza KOP nr 3 w Słobódce, później w Głębokim
- placówka wywiadowcza KOP nr 4 w Wilejce, od września 1936 w Mołodecznie
- placówka wywiadowcza KOP nr 5 w Stołpcach
- placówka wywiadowcza KOP nr 6 w Łunińcu
- oficer eksponowany przy Centralnej Szkole Podoficerów KOP w Osowcu

## Kadra ekspozytury
Szefowie ekspozytury
- kpt. p.d. SG Stefan Mayer (1 VII 1923 – X 1924 → słuchacz WSWoj.)
- kpt. / mjr SG Mieczysław Rawicz-Mysłowski (15 XI 1925 – X 1925)
- ppłk dypl. piech. Kazimierz Galiński (1 IX 1931 - 1 X 1933 → zastępca dowódcy 33 pp)
- kpt. Mariusz Olgierd Buhardt (p.o. 25 XI 1933[4] − )
- kpt. dypl. Józef Olędzki (25 II 1934[5] − )
- mjr adm. (piech.) Edmund Piotrowski (1939)

Obsada personalna w marcu 1939
- szef – mjr adm. (piech.) Edmund Piotrowski
- kierownik referatu – mjr piech. Witold Juliusz Kozak
- kierownik referatu – kpt. br. panc. Jerzy Kuszelewski
- kierownik referatu – rtm. Jan Marcin Cumft
- kierownik referatu – rtm. (adm.) Stanisław Gabriel de Latour[7]
- kierownik referatu – kpt. art. Euzebiusz Henryk Burski
- referent – kpt. adm. (piech.) Ludwik Soroczyński